# Brian Flores
Brian Gonzalo Flores (Buenos Aires, Argentina; 4 de febrero de 1990) es un futbolista argentino. Juega como marcador central y su primer equipo fue Boca Juniors. Actualmente milita en Universidad San Martín de la Liga 2 de Perú.

## Trayectoria

### Boca Juniors
Llegó a Boca Juniors en el 2001 con 11 años. Alcanzó a entrenar con la primera división de Boca y estar 3 veces en la nómina pero como suplente y sin jugar jugó ningún partido oficial con el club, de todas formas por estar inscrito se consagra campeón de la Copa Argentina 2011/12.
Disputó algunos partidos con la profesional de Boca pero todos amistosos no llegó a debutar como profesional en la liga.
El 27 de julio de 2012 jugó su primer partido (no oficial) con la camiseta de Boca, un partido amistoso de pretemporada. Este se disputó en Colombia, el partido jugado contra Independiante de Santa Fe y Flores entró en el segundo tiempo. En 2010 se consagró campeón del Campeonato Juvenil FIFA Blue Stars.
El 30 de julio de 2012 jugó en un partido frente a All Boys en un partido amistoso de pretemporada en Venezuela. Además convirtió el gol que igualó el encuentro 1 a 1. Gracias a su gol el partido se definió por penales en donde finalmente Boca lo ganaría por 4 a 1 y se consagraría campeón de El Cuadrangular.

### Aldosivi
Debuta con Aldosivi donde juega 22 partidos y convierte un gol en su primera temporada como profesional.

### Paso por el fútbol colombiano
Llega como refuerzo al Atlético Bucaramanga en 2014 donde registró las mismas estadísticas de su temporada anterior.
En 2015 se confirma como nuevo refuerzo del equipo Deportivo Pereira, luego estuvo dos temporadas defendiendo los colores de Unión Magdalena.

### UTC
En el 2018 llega a Perú para jugar por Universidad Técnica de Cajamarca, fue uno de los defensas habituales en el equipo Cajamarquino, compartiendo gran parte de la temporada con el colombiano Luis Cardoza. Jugó la Copa Sudamericana 2018, además logró clasificar a la Copa Sudamericana 2019.

## Clubes
| Club                      | País      | Año       |
| ------------------------- | --------- | --------- |
| Boca Juniors              | Argentina | 2012-2013 |
| Aldosivi de Mar del Plata | Argentina | 2013-2014 |
| Atlético Bucaramanga      | Colombia  | 2014      |
| Deportivo Pereira         | Colombia  | 2015      |
| Unión Magdalena           | Colombia  | 2016-2017 |
| UTC                       | Perú      | 2018      |
| Douglas Haig de Pergamino | Argentina | 2019-2021 |
| Sportivo Belgrano         | Argentina | 2022-2024 |
| Universidad San Martín    | Perú      | 2025-     |

## Palmarés
| Título         | Club         | País      | Año  |
| -------------- | ------------ | --------- | ---- |
| Copa Argentina | Boca Juniors | Argentina | 2012 |